# 御庄博実
御庄 博実（みしょう ひろみ、1925年3月5日 - 2015年1月18日）は、日本の詩人、医師。広島共立病院名誉院長。医師としては本名の丸屋博名義での著書もある。

## 人物
山口県岩国市出身。岩国中学校から広島高等学校に学び、1945年、岡山医科大学に入学。帰省中のその年8月、近隣の住人の消息を探りに被爆直後の広島に入り入市被爆する。1949年、峠三吉と知りあい、峠たちの詩誌『われらの詩』に1950年から寄稿をはじめる。1951年、肺結核で入院中の岩国病院の患者自治会報に掲載した詩「失われた腕に」が、政令325号（占領目的阻害行為処罰令）違反にあたるとして逮捕される（不起訴となった）。
1952年、詩集『岩国組曲』を上梓、詩誌『列島』のグループに加わる。1954年には大学を卒業、東京の代々木病院に勤務し、被爆者医療に携わる医師としての生活と、詩作とを続ける。その後、倉敷市の水島協同病院、広島市の広島共立病院に勤務し、医療生協の活動もしていた。
思潮社の現代詩文庫『御庄博実詩集』（2003年）に、コンパクトに詩業が収められている。2014年、詩集『川岸の道』で第14回中四国詩人賞受賞。

## 著書
御庄名義
- 『岩国組曲』
- 『盲目の秋』
- 『御庄博実詩集』思潮社, 1987
- 『御庄博実第二詩集』
- 『ヒロシマにつながる詩的遍歴』(甑岩新書) 甑岩書房, 2002
- 『御庄博実詩集』（現代詩文庫）思潮社, 1987
- 『原郷』思潮社, 2006
- 『ふるさと-岩国』思潮社, 2008
- 『川岸の道』思潮社, 2013
- 『燕の歌』和光出版, 2014

丸屋名義
- 『公害にいどむ 水島コンビナートとある医師のたたかい』(新日本新書) 新日本出版社, 1970

### 共著編
- 『大気汚染と健康』共著 (新日本新書) 新日本出版社, 1972
- 『ぼくは小さな灰になって…。 あなたは劣化ウランを知っていますか?』御庄, 石川逸子著. 西田書店, 2004
- 『引き裂かれながら、私たちは書いた 在韓被爆者の手記』丸屋博, 石川逸子編著. 西田書店, 2006
- 『原爆詩一八一人集』御庄, 石川逸子, 長谷川龍生, 鈴木比佐雄著. コールサック社, 2007
- 『哀悼と怒り 桜の国の悲しみ 詩文集』御庄, 石川逸子著. 西田書店, 2012